# 馬湖萬壽觀
馬湖萬壽觀位於四川省屏山縣錦屏鄉，文物遺址年代判定為明。1991年4月16日公佈為四川省第三批文物保護單位。

## 簡介[2]
萬壽觀位於屏山縣城東1公里，前臨金沙江，後靠錦屏山，與馬湖萬壽寺毗鄰。該寺始建年代不詳，據明嘉靖《馬湖府志·萬壽觀》載：「郡舊有萬壽觀，而道祀司在焉……成化甲午太守安侯……銅鑄玉皇神像，飾以純金，龕置其上。」據此可知，在明成化年問(1165-1487年)該寺已經存在，是當時馬湖府所屬掌道教的道祀司所在。後歷代皆有培修，現殿內二金檁上有「大明弘治四年(1491年)培修」題記。萬壽觀原有宮觀四座，即：天師殿、天王殿、玄帝宮、通明殿。今僅存玄帝宮一座，為明代建築，抬梁式重歇山頂木結構。殿平面呈方形，坐北向南，面闊3間12米，進深3間11米，殿高11米。上覆灰色筒瓦，出檐稍短，下層檐口呈一字形，無翼角，平出斗拱頗具特色，斗拱宏大密布。外檐斗拱8朵相連，內檐由12小拱構成，豎5列60朵，內天花板施彩。殿內各柱粗大，四角柱側角明顯，給人莊嚴、穩重之感。據清乾隆《屏山縣誌》載，術士張三丰為避明祖召見，於明宣德年間(1426～1435年)雲遊至屏山，寓居萬壽觀，題留碑刻一通。中刻「太平石」，左右各書「山高月小」「水落石出」。世人於觀前建「三豐亭」，碑現存於屏山縣文管所，已殘。